# 五十嵐勇二
五十嵐 勇二（いがらし ゆうじ、1942年〈昭和17年〉9月2日 - 2022年〈令和4年〉1月14日）は、日本の実業家。元マルハニチロホールディングス代表取締役社長。

## 人物
神奈川県出身。
旧日本興業銀行（後のみずほ銀行）出身で、常務取締役を経て、横浜ベイスターズの売却を余儀なくされるなど、経営状況の思わしくなかったマルハ（現・マルハニチロ）の立て直しのため、主取引銀行であった同行から派遣され、代表取締役専務を歴任後、代表取締役社長に昇格した。
2004年（平成16年）には株式移転により設立された持株会社・マルハグループ本社（後のマルハニチロホールディングス）の初代社長に就任。さらに、ニチロ（後のマルハニチロ食品）との経営統合を手がけ、マルハグループ本社をマルハニチロホールディングスに改組し代表取締役社長に横滑りするなど、経営改革に辣腕を振った。
2010年（平成22年）4月、代表権のない会長に勇退し、その後相談役に退いた。
2022年（令和4年）1月14日午前11時0分、ぼうこうがんのため死去。79歳没。

## 略歴
- 1965年（昭和40年）
  - 3月 - 東京大学法学部卒業。
  - 4月 - 日本興業銀行（現みずほ銀行）入行[3]。
- 1993年（平成5年）6月 - 同行取締役債券業務部長。
- 1996年（平成8年）6月 - 同行常務取締役管理部長兼法務部長。
- 1997年（平成9年）2月 - 同行常務取締役大阪支店長。
- 2000年（平成12年）6月 - マルハ代表取締役専務[3]。
- 2002年（平成14年）3月 - 同社代表取締役社長[3]。
- 2004年（平成16年）4月 - マルハグループ本社代表取締役社長[3]
- 2007年（平成19年）10月 - マルハニチロホールディングス代表取締役社長[3][5]。
- 2010年（平成22年）4月 - 同取締役会長[3]。
- 2012年（平成24年）
  - 4月 - 同取締役相談役[3]。
  - 6月 - 同相談役[3]。
- 2013年（平成25年）3月 - 同相談役を退任[3]